# اعتیاد به رایانه

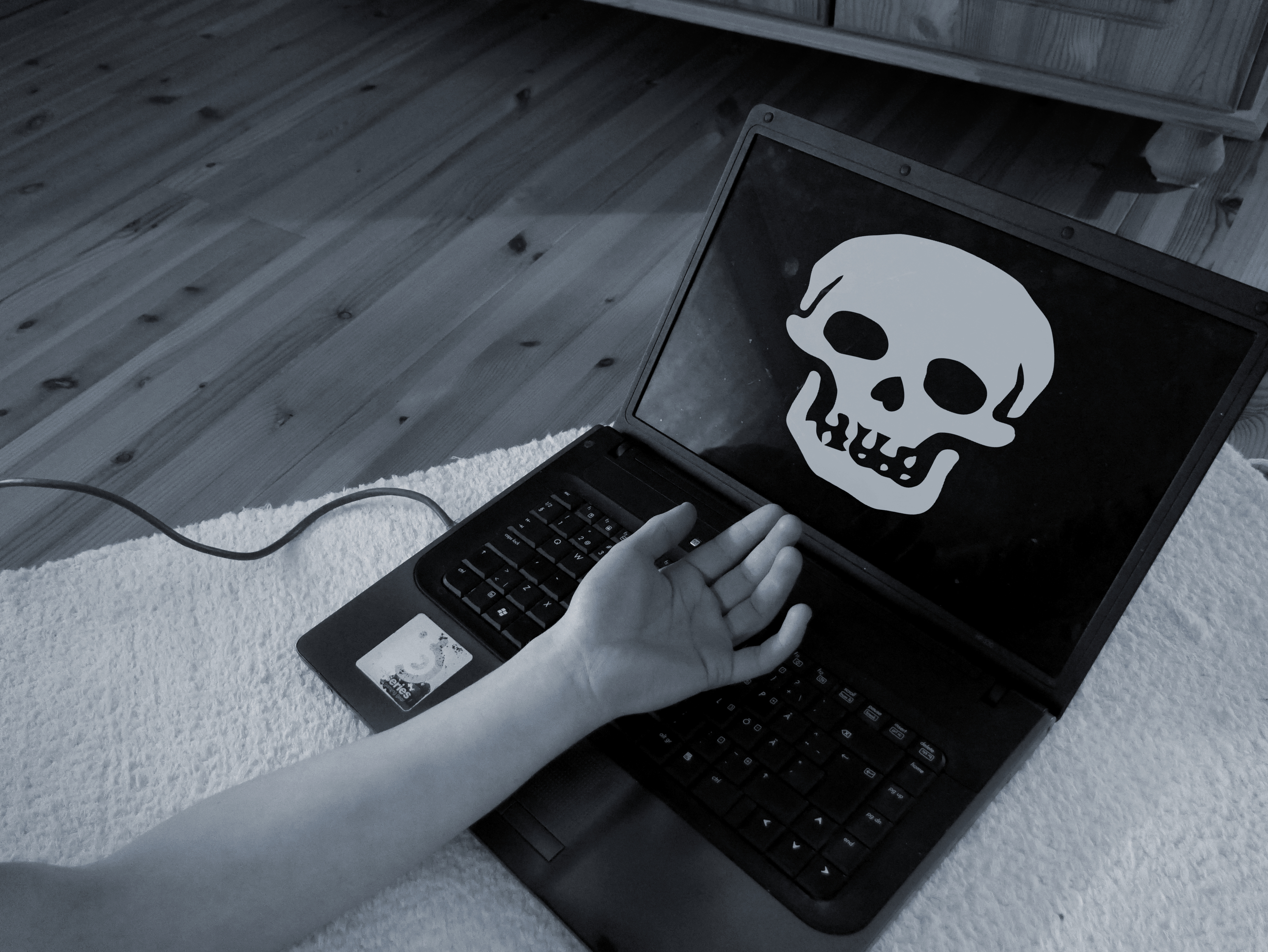
تصویرسازیِ مرگ و اینترنت

اعتیاد به رایانه (به انگلیسی: Computer addiction) نوعی استفاده بیش از حد و غیرقابل کنترل از رایانه است، به طوری که با وجود پیامدهای منفی بر عملکرد فردی، اجتماعی و شغلی، همچنان ادامه داده‌شود. به عبارت دیگر، تشخیص این بیماری «اجباری - غیرارادی» عبارت از طیفی از اختلالات است که شامل استفاده از رایانه به صورت آنلاین و آفلاین و متشکل از حداقل سه زیرگروه است: بازی‌کردن افراطی، اشتغال ذهنی و جسمی به آن و به پیام‌های پست الکترونیکی و متنی. علی‌رغم اینکه انتظار می‌رفت که این نوع جدید به وجود آمده از اعتیاد جایی برای خود در آخرین نسخه از راهنمای تشخیصی و آماری اختلال‌های روانی DSM 5 در بخش اختلالات اجباری پیدا کند، اما هنوز از آن به عنوان یک بیماری غیررسمی نام برده‌می‌شود. مفهوم اعتیاد به رایانه به‌طور عمومی به دو نوع تقسیم می‌شود: اعتیاد آنلاین و اعتیاد به رایانه به صورت آفلاین. اصطلاح اعتیاد آفلاین به رایانه به‌طور معمول در مورد رفتار بازی‌کردن افراطی استفاده‌می‌شود، که می‌تواند به هر دو صورت آفلاین و آنلاین انجام شود. اعتیاد آنلاین به رایانه نیز به عنوان اعتیاد به اینترنت شناخته‌شده‌است و توجه بیشتری از پژوهشگران را نسبت با اعتیاد آفلاین به خود جلب کرده‌است، بیشتر به این دلیل که بسیاری از موارد اعتیاد به رایانه مربوط به استفاده بیش از حد از اینترنت است.
هرچند که واژه اعتیاد بیشتر برای سوءاستفاده از مواد، مصطلح است، اما این واژه برای توضیح آسیب‌شناسی استفاده از اینترنت و رایانه نیز دارای کاربرد است.
کیمبرلی یانگ نشان می‌دهد که تحقیقات قبلی اعتیاد به اینترنت/رایانه را با مشکلات موجود سلامت روان، به ویژه افسردگی، مرتبط می‌کند.  وی بیان می‌کند که اعتیاد به رایانه از نظر اجتماعی تأثیرات قابل توجهی دارد، مانند عزت نفس پایین، از نظر روانی و شغلی که بسیاری از آزمودنی‌ها را به افت تحصیلی سوق داده است.
طبق یک مطالعه کره ای در مورد اعتیاد به اینترنت/کامپیوتر، استفاده بیمارگونه از اینترنت منجر به اثرات منفی زندگی مانند از دست دادن شغل، شکست ازدواج، بدهی مالی و افت تحصیلی می شود.  گزارش شده است که 70 درصد از کاربران اینترنت در کره بازی های آنلاین انجام می دهند که 18 درصد از آنها به عنوان معتاد به بازی تشخیص داده شده اند که به اعتیاد به اینترنت / رایانه مربوط می شود.  نویسندگان مقاله مطالعه ای را با استفاده از پرسشنامه کیمبرلی یانگ انجام دادند.  این مطالعه نشان داد که اکثر افرادی که شرایط اعتیاد به اینترنت/رایانه را برآورده می‌کردند، مشکلات و استرس بین فردی را تجربه کردند و آنهایی که به بازی‌های آنلاین معتاد بودند، به طور خاص پاسخ دادند که امیدوارند از واقعیت اجتناب کنند.

## نشانه‌های اعتیاد به رایانه

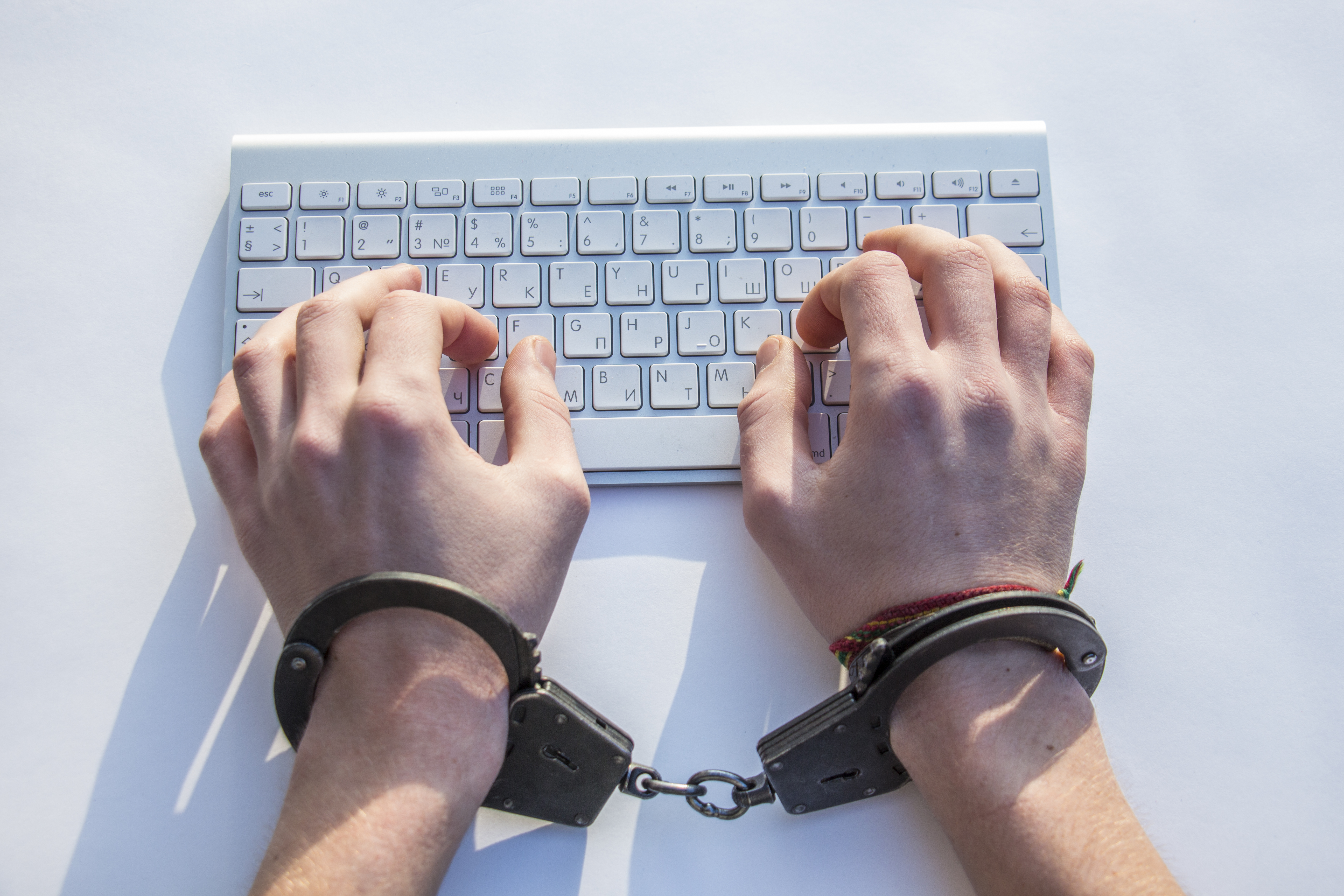
تایپ با دست‌بند، نماد اعتیاد به رایانه

- داشتن یک دغدغه ثابت نسبت به رایانه، چه آنلاین چه آفلاین.
- احساس تمایل شدید به آنلاین‌شدن، بازی‌های رایانه‌ای‌کردن، یا مراودات اجتماعی آنلاین.
- کشیده‌شدن به سوی رایانه به محض از خواب بیدارشدن و قبل از به رختخواب‌رفتن.
- صرف وقت بر روی رایانه به جای نقش‌پذیری در انجام وظایف خانوادگی یا مناسبت‌های ویژه، یا به جای انجام هر فعالیت دیگری که پیشتر شخص از انجامش خوشحال می‌شد.
- جایگزینی سرگرمی‌های قدیمی با استفاده بیش از حد از رایانه یا استفاده از رایانه به عنوان عامل اصلی سرگرمی و تعلل شخصی.
- انجام اعمالی بر روی رایانه که خارج از حوزه برنامه‌ریزی‌شده توسط شخص باشند، مثل خرید آنلاین در هنگام ساعات کاری یا بازی‌کردن در زمان مربوط به انجام تکالیف.
- دروغ‌گفتن به خانواده و دوستان در مورد فعالیت‌هایی که شخص با استفاده از رایانه انجام می‌دهد. مانند این‌که شخص عنوان کند در حال انجام تکالیف است، در حالی که در حال بازی‌کردن باشد.
- داشتن دلبستگی احساسی و عاطفی به رایانه.
- مضطرب‌شدن در هنگام استفاده از رایانه یا هنگام دانستن این‌که زمان استفاده از آن محدود است.
- بروز نوسانات خلقی یا تحریک‌پذیری هنگامی که برای شخص امکان‌پذیر نیست به آن اندازه که دلش می‌خواهد وقت بر روی رایانه صرف کند یا در زمانی که در زمان استفاده‌اش وقفه‌ای بیفتد.
- ازدست‌دادن کنترل بر احساس گذشت زمان هنگام استفاده از رایانه یا صرف زمانی بیشتر از آنچه در نظر گرفته‌شده‌است، بر آن.
- استفاده از رایانه به عنوان ابزاری برای فرار از واقعیات.

## پیشینه
مشاهدات در مورد اعتیاد آور بودن رایانه ها، و به طور خاص، بازی های رایانه ای حداقل به اواسط دهه 1970 برمی گردد.  اعتیاد و رفتار اعتیاد آور در میان کاربران سیستم PLATO در دانشگاه ایلینوی رایج بود. نیکلاس راشبی، آکادمیک آموزش الکترونیکی بریتانیایی، در سال 1979، در کتاب خود، مقدمه‌ای بر محاسبات آموزشی، پیشنهاد کرد که افراد می‌توانند به رایانه معتاد شوند و علائم ترک را تجربه کنند.  این اصطلاح توسط M. Shotton در سال 1989 در کتاب «اعتیاد به رایانه» نیز استفاده شد.  با این حال، شاتون نتیجه می گیرد که «معتادان» واقعاً معتاد نیستند.  او استدلال می کند که وابستگی به رایانه به عنوان یک سرگرمی چالش برانگیز و هیجان انگیز که می تواند منجر به یک حرفه حرفه ای در این زمینه نیز شود، بهتر درک می شود.  رایانه‌ها افراد جامعه‌گرا و برون‌گرا را به گوشه‌نشین تبدیل نمی‌کنند.  در عوض، آنها به درون گراها منبع الهام، هیجان و تحریک فکری ارائه می دهند.  کار شاتون به طور جدی مشروعیت این ادعا را که رایانه ها باعث اعتیاد می شوند زیر سوال می برد. 
این اصطلاح با رشد انفجاری اینترنت و همچنین در دسترس بودن رایانه شخصی گسترده‌تر شد. کامپیوترها و اینترنت هر دو به عنوان یک رسانه شخصی و راحت شکل گرفتند که می توانست توسط هر کسی که می خواست از آن استفاده کند، استفاده کند.  با آن رشد انفجاری افرادی که از رایانه های شخصی و اینترنت استفاده می کنند، این سؤال مطرح شد که آیا سوء استفاده یا استفاده بیش از حد از این فناوری های جدید نیز امکان پذیر است یا خیر.  این فرضیه وجود داشت که مانند هر فناوری دیگری که به طور خاص مصرف و استفاده انسانی را هدف قرار می دهد، سوء استفاده می تواند در کوتاه مدت عواقب شدیدی برای فرد و در دراز مدت برای جامعه داشته باشد. در اواخر دهه نود، افرادی که از رایانه های شخصی و اینترنت استفاده می کردند، قبلاً به اصطلاح وابهولیک یا سایبرهولیک گفته می شد.  پراتارلی و همکاران  در آن مرحله پیشنهاد شده بود که برچسب "مجموعه ای از رفتارهایی که به طور بالقوه باعث ایجاد مشکلات می شوند" به عنوان اعتیاد به رایانه یا اینترنت باشد.